# Abolitionnisme (droits des animaux)
Pour les articles homonymes, voir Abolitionnisme (homonymie).
 (septembre 2023).

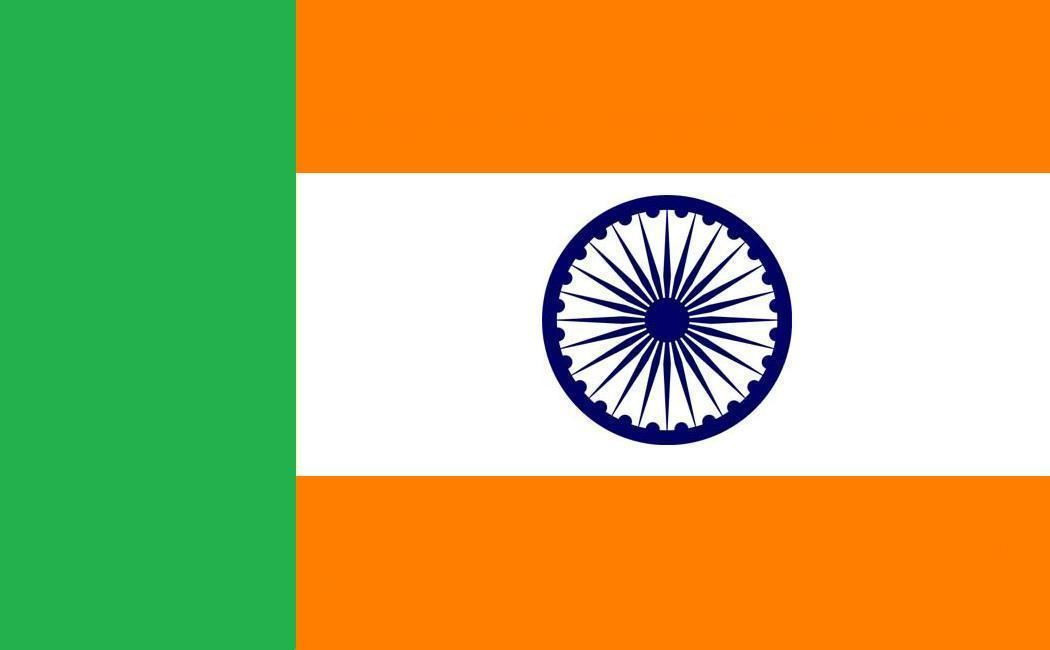
Drapeau de l'abolition de la viande et du spécisme, créé par Dino Bishnoi, un artiste français et hindouiste.

L'abolitionnisme, relatif aux droits des animaux, est le courant de pensée qui défend l'abolition de toute forme d'exploitation des animaux par l'être humain. L'abolitionnisme affirme que tous les êtres sensibles, qu'ils soient humains ou non, partagent le droit fondamental de ne pas être traités comme la propriété d'autrui,. Les véganes abolitionnistes soulignent que les produits d'origine animale impliquent que les animaux soient traités comme des biens ou des ressources, alors que ces produits ne sont pas nécessaires à la santé humaine dans les sociétés modernes,. Les abolitionnistes croient que quiconque pouvant vivre végane est moralement obligé de l'être,.
Les abolitionnistes ne sont pas d'accord sur la stratégie à utiliser pour arriver à l'aboliton. Alors que certains abolitionnistes, comme Gary Francione, professeur de droit, soutiennent que les abolitionnistes devraient sensibiliser aux avantages du véganisme (en soulignant également les avantages pour la santé et l'environnement) et informer les gens au sujet du fait que le véganisme est un impératif moral , d'autres pensent que les abolitionnistes devraient exprimer dans la société la revendication que l'exploitation animale doit être interdite et créer un débat sociétal sur cette question, et ce faisant, ne devraient pas utiliser d'arguments environnementaux ou sanitaires. 
Les abolitionnistes s'opposent généralement aux mouvements qui cherchent à rendre l'utilisation des animaux plus humaine ou à abolir certaines formes d'exploitation animale, car ils estiment que cela ralentit le mouvement visant à abolir toutes les formes d'exploitation animale,. L'objectif est de garantir un changement de paradigme moral et juridique, selon lequel les animaux ne seraient plus considérés comme des biens à posséder et à utiliser. Le philosophe américain Tom Regan écrit que les abolitionnistes ne veulent pas des cages plus grandes, mais des cages vides. Cette philosophie contraste avec le bien-être animal, qui vise une réforme progressive et modérée, ainsi qu'avec le protectionnisme animal, qui cherche à combiner les principes premiers de l'abolitionnisme avec une approche progressive, mais que certains abolitionnistes considèrent comme une autre forme de welfarisme ou "nouveau welfarisme".

## Concept
Le mot fait référence au terme historique abolitionnisme — un mouvement social pour mettre fin à l'esclavage ou à la propriété humaine d'autres êtres humains.
Gary Francione, professeur de droit et de philosophie à la Rutgers School of Law de Newark, affirme, d'un point de vue abolitionniste, que les groupes de défense des droits des animaux, tels que People for the Ethical Treatment of Animals, risquent de conforter le public sur son utilisation des animaux. Il appelle de tels groupes les "nouveaux welfaristes", affirmant que, bien que leur objectif soit de mettre fin à l'utilisation des animaux, les réformes qu'ils poursuivent sont indissociables des réformes appréciées par les welfaristes traditionnels, qui, selon lui, n'ont aucun intérêt à abolir l'exploitation animale. Il soutient que les campagnes de réforme ne remettent pas en question le statut de propriété des animaux, et confirment l'opinion selon laquelle les animaux doivent être simplement mieux traités. Au lieu de cela, il écrit que l'idée selon laquelle les animaux peuvent être utilisés et consommés doit être contestée. Sa position est que cela devrait être fait en promouvant le véganisme. D'autres envisagent une évolution au travers d'un débat public dans la société.
Cependant, les "nouveaux welfaristes" affirment qu'il n'y a pas de contradiction entre l'abolitionnisme et le "welfarisme",. Les welfaristes pensent ainsi qu'ils peuvent œuvrer en faveur de l'abolition, mais par étapes progressives, en tenant compte de façon pragmatique de ce que l'opinion publique serait susceptible d'accorder, ainsi que des souffrances les plus urgentes à soulager. People for the Ethical Treatment of Animals, par exemple, en plus de promouvoir les améliorations locales dans le traitement des animaux, favorisent le végétarisme. Et bien que certaines personnes [Qui ?] peuvent penser que changer le statut juridique des êtres sensibles non humains, est un premier pas vers l'abolition de l'exploitation animale, il est probable que ce ne soit pas suffisant si les consommateurs continuent de cautionner l'exploitation animale, au travers de leur alimentation par exemple[réf. nécessaire].

## Historique de la législation
En 1992, la Suisse a modifié sa constitution pour reconnaître les animaux comme des êtres et non comme des objets. La dignité des animaux est également protégée en Suisse.
La Nouvelle-Zélande a accordé des droits fondamentaux à cinq espèces de grands singes en 1999. Leur exploitation est maintenant interdite au sein de la recherche, des tests et de l'enseignement.
Dans l'intérêt des générations futures, l'Allemagne a ajouté le bien-être animal dans un amendement de 2002 à sa constitution, devenant ainsi le premier membre de l'Union européenne à le faire,,.
En 2007, le parlement des Îles Baléares, une province autonome d'Espagne, a adopté la première loi au monde accordant des droits légaux à tous les grands singes.
En 2013, l'Inde a officiellement reconnu les dauphins comme personnes non humaines.
En 2014, la France a révisé le statut juridique des animaux de biens meubles à celui d'êtres sentients. La province de Québec au Canada envisage une législation similaire.